# BG Göttingen
BG Göttingen is een Duitse basketbalclub uit Göttingen. De club speelt in de Basketball Bundesliga, het hoogste niveau van Duitsland.

## Geschiedenis
Toen BG 74 Göttingen in 2007 kampioen werd in de tweede klasse splitste de eerste ploeg zich af van de rest van de club. Göttingen zou in 2012 opnieuw degraderen en na twee seizoenen promoveerde zij weer naar de hoogste klasse.

## Erelijst
- EuroChallenge: 2010
- Duitse tweede klasse: 2007, 2014

## Coaches
- 1997-2003:  Vlastibor Klimeš
- 2003-2005:  John Patrick
- 2005-2006:  Reza Safaie
- 2006-2011:  John Patrick
- 2011:  Stefan Mienack
- 2011-2012:  Michael Meeks
- 2012-2020:  Johan Roijakkers
- 2020-2023:  Roel Moors
- 2023-2025:  Olivier Foucart

## Bekende (oud)-spelers
- Leon Williams
- Jito Kok
- Max Besselink
- Nate Grimes
- Jason Clark